# Donjon (còmic)
Donjon és un còmic francès creat pels autors Lewis Trondheim i Joann Sfar ambientat en un món de fantasia èpica.
L'originalitat de la sèrie radica en el ritme i en la barreja de gèneres, sempre des d'un entorn inspirat en el joc de rol Dragons i masmorres i amb la sàtira de rerefons. L'estil varia àmpliament d'un àlbum a un altre, degut a l'ambició dels seus creadors i al fet que el dibuix i disseny de cada còmic ha anat rotant entre diversos autors, molts dels quals pertanyen a L'Association. En aquest sentit, sembla que la sèrie hagi d'arribar als 300 volums, tot i que els autors ja han indicat diverses vegades que no s'assolirà aquesta fita i només s'editaran alguns números per dotar de completesa la història.
L'editorial Norma publica aquests còmics en castellà i tapa prima sota el nom de la Mazmorra. Desgraciadament no respecte el joc de rimes que utilitzen els originals francesis, on cada sèrie acaba amb mateixa sonoritat cada àlbum. A França els publica l'editorial Delcourt.

## L'univers
Tracta les aventures i història d'una masmorra: la Mazmorra, durant tot un seguit d'èpoques del món de Tierra Amata. La Mazmorra és el lloc on tots els aventurers i caçarecompences venen a provar la seva força, a buscar la fortuna i a fer-se un nom — aquí es pot apreciar clarament la paròdia del món i escenaris de Dragons i Masmorres que es fa. El punt de vista triat, però, és justament el contrari: no el dels aventurers, sinó el del Guardián de la Mazmorra i el dels seus monstres. El Guardián es mostra com el gerent d'una empresa: «publicitat», gestió dels treballadors (els monstres), logística… Cal destacar que en aquesta obra tots els protagonistes i personatges que hi intervenen són animals antropomòrfics.
Aquest món evoluciona dins el fil de les accions dels seus herois en tres èpoques ben diferenciades: Amanecer, Zenit i Crepúsculo, que coressponen a tres sèries completes, encavalcades amb dues sèries annexes, que s'encarreguen d'explicar aspectes complementaris -però tot i així importants- de la història: Monstruos, Festival i Bonus. Aquestes sèries s'acostumen a abreviar, respectivament, per les sigles dels seus noms en francès: DPM, DZ, DC, DM, DP et DB. Tot i que es creu que els còmics es numeren a partir del -99 en endavant, per a representar l'evolució temporal de la Mazmorra, tot i que certs toms es troben fora d'aquesta època (com és el cas de DM 11, de nivell -400), i realment se'n pot aprofitar per fer-ne aquest útil ús, la idea inicial fou que Trondheim i Sfar es van convencer de fer 200 àlbums de La Mazmorra i els nombraven segons on es trobèssin en la línia cronològica d'aquests 200.

## Les sèries

### La Mazmorra Amanecer
L'època Amanecer (Potron-Minet en francès), situada entre els nivells -99 a 0 explica la formació de Jacinto de Cavallère des de la seva arribada a "Antípolis", fins, en els últims toms, a la creació de la Mazmorra tal com es coneix a l'època de Zenit. S'aprecia la seva evolució mentre està allotjat a casa el seu tiet, el "Conde Florotte": arriba idealista, enamoradís però cast i coratjós i es transforma en un justicier poderós i venjatiu líder del gremi d'assasins. Un pot trobar certes referències a D'artagnan en aquests primers àlbums.
El disseny és de Christophe Blain als quatre primers àlbums, moment a partir del qual Christophe Gaultier en pren el relleu.

### La Mazmorra Zenit
L'època Zenit (nivell 1 a 100) és la més descarada i dinàmica. Compta les grans aventures de Herbert de Vaucanson i de Marvin, de com aquest primer arriba a la possessió dels diferents objectes del destí. L'humor hi és sempre present, envoltat més que mai d'un aire de Dragons i Masmorres. El disseny dels quatre primers toms és de Lewis Trondheim, i a partir del cinquè, el relleu es passa al dissenyador Boulet. Des d'aquest canvi d'autor s'han fet dos àlbums acabats, i se n'espera, almenys, un altre més.

### La Mazmorra Crepúsculo
L'època Crepúsculo (nivell 101 a 200) introdueix el nou personatge Marvin Rojo (diferent del Marvin de l'època Zenit), conduït per l'estela del "Rey Polvo". Aquesta sèrie tracta el futur de la Masmorra, convertida ara en fortalesa del totpoderós "Gran Khan", i dels seus personatges, herois d'altres èpoques, que van ser portats per camins completament diferents. La sèrie s'envolta sempre d'un univers post-apocalíptic.
El disseny és de Joann Sfar pels toms DC101, 102 i 103, i Kerascoët, una parella de joves autors (Marie Pommepuy & Sébastien Cosset), s'encarreguen dels 104 i 105. El dissenyador següent serà Obion.

### La Mazmorra Monstruos
La sèrie Monstruos transcorre en paral·lel a les tres sèries principals. Està composta d'àlbums autoconclusius centrats no tant en l'univers de la Mazmorra, si no en la vida de personatges -normalment secundaris, tot i que també hi ha algun Monstruos de personatges principals(s'aprecia, per tant, l'evolució de la història des d'un punt de vista diferent del normal, alhora que els dissenyadors de cada volum canvien). Tot i així, els episodis estan situats dins el marc "històric" i geogràfic del còmic i tenen també un nivell que els situa entre Amanecer, Zenit o Crepúsculo (per exemple, el "Monstruos" nº6 correspon al nivell 40, tot i que és possible que algun dia es faci un volum de les sèries principals d'aquest mateix nivell).

### La Mazmorra Festival
A la sèrie Festival es dediquen alguns volums a les aventures de Herbert i Marvin, tot i que els successos són fora de la línia argumental principal. Cronològicament, Festival se situa entre els nivells 1 i 2 de la sèrie La Mazmorra Zenit.
Aquest conjunt de còmics (tal com indica el nom en francès, Parade) es destaca pel fet d'estar publicats "per pur plaer", sense pretendre explicar la història de La Mazmorra. És per aquest motiu que entre aquests números es troben els volums més hilarants i humorístics de la sèrie.
De moment, Manu Larcenet s'ha encarregat de dissenyar els 5 volums publicats.

### La Mazmorra Bonus
La sèrie Bonus comprèn volums especials del còmic: un joc de rol, inèdit en castellà, anomenat "Donjon - clefs en main" i edicions de luxe en blanc i negre i amb tapa dura dels volums de la sèrie Monstruos. Aquests últims estan publicats per l'editorial espanyola SinSentido.

## Personatges
Llista de personatges, mencionant el rol que desenvolupa en cada sèrie.

### Personatges Principals

#### Jacinto de Cavallère
Jacinto és l'heroi de Amanecer. D'ascendència noble i de costums medievals, arriba a la ciutat d'Antípolis, on el seu pare l'envia perquè estudiï a la universitat, allotjant-lo a casa del seu oncle -home ric i poderós dins la ciutat. Jove i idealista, decideix convertir-se en justicier sota la màscara de "El Camisón". Sota aquest nom, és acusat d'assassinat.
Més tard esdevé el cap de la guilda d'assassins, amb l'ajuda d'Alexandra. Més fred i calculador que en la seva joventut, Jacinto aprèn a conduir el grup com a líder, i, amb la creació de la Masmorra, finalment es converteix en el fundador i "Guardián" de la Masmorra.

#### Herbert de Vaucanson
Herbert és un dels dos herois de les sèries Donjon Zénith i Donjon Parade. En el seu debut a Zénith, és un simple ànec empleat a la Masmorra, amb un càrrec molt baix, i no té cap mena de destresa en la lluita. Amb l'ajuda de Marvin, però, aprèn l'art de la batalla. Més tard es descobreix que és el fill del duc de Vaucanson, vila de la qual va ser desterrat. Personatge simpàtic, seductor i una mica maleducat (se'n riu de tot), serveix de referència còmica i d'una certa normalitat per al lector.
Sense proposar-s'ho, durant el curs de Zénith arriba a reunir tots els objectes del destí. Això fa que l'Entitat Negra, una mena de monstre de procedència desconeguda, l'habiti i el converteixi en el Gran Kahn. Assoleix un estatus de cap religiós i militar de Terra Amata durant el període de Crépuscule. Als antípodes del simpàtic Herbert, el Gran Kahn converteix la Masmorra en la fortalesa del seu regnat cruel i despòtic sobre el món sencer.

#### Marvin
Marvin és l'únic personatge que es troba en tots tres períodes : Amanecer, on apareix com infant en un dels episodis, Zénith i Crepúsculo. Juntament amb Herbert, és l'altre heroi de Zénith i Festival. Marvin és un draconista vegetarià i un dels millors soldats de la Masmorra. Poc després de conèixer-lo, simpatitza amb Herbert i l'ensenya a lluitar. És un personatge ferotge, coratjós i té un sentit de l'humor particularment desenvolupat, notable en el fet que la seva religió el prohibeix pegar aquells que l'insulten. Malgrat això, és sovint massa estricte i rígid, limitat per les creences i una educació massa estricta.
En el període Crepúsculo, esdevé el Rey Polvo. Encara l'uneix l'amistat amb Herbert, ara anomenat Gran Khân. El trobem cec perquè es va arrencar els ulls per poder veure el seu propi fill. Més savi i complet moralment que en la seva joventut. Sovint és vist com un heretge pels altres draconistes, per rebutjar tradicions de la religió que considera arcaiques i injustes.

#### Marvin Rojo
Marvin Rojo és l'heroi de Crepúsculo. Conill de color vermell, ha sigut rebutjat pels altres conills, que el van batejar amb aquest nom «en memòria del Marvin que va destruir Zootamauxime». Esdevé un adolescent temerari i lluitador, una mica immadur, que acompanya el Rei Polvo -a qui esdevé molt fidel i respecta molt- i Pipistrelle. Té tendència a actuar sense reflexionar i a seduir noies sense saber exactament què sent per elles ni on vol arribar: per això, destaca la figura del Rei Polvo, que d'alguna manera reemplaça el pare que en Marvin mai va tenir (Orlondow diu sobre això : «És el teu segon pare» DC 101). Per alguna raó desconeguda, té por dels mags i encantadors. En el curs de la història, es fa amb una armadura de color vermell que dispara projectils que, des d'aleshores, portarà quasi sempre.

### Personatges secundaris
- Surten a diverses èpoques

- Alcibiades, mag.
- Bouboulou, rei dels Olfs.
- Cormor, autòmat de Vaucanson, professor a Antipolis.
- Elyacin, troll, fill adoptiu de Herbert.
- Horus, voltor nigromant.
- Hyrka, germà d'Isis.
- Kadmion, economista de la Masmorra.
- Mourad, el pirata de Jean-Jean la terreur i Les Profondeurs.
- Zongo, el monstre tatuat, fill de Tristan Chambon.

- Època Potron-Minet/Amanecer

- Alexandra, assassina i amant de Jacinto.
- Élise, dona de Jacinto.
- Hipólito, metge.
- Jean-Michel, gat malvat que esdevé cap de la policiai d'Antipolis.

- Època Zenit

- Ababacar Octopuce, «príncepe sin principado que holla con sus sandalias las tumbas de los reyes», aventurer de que porta la «espasa del destí i el seu cinturó» a la Masmorra.
- Grogro, simpàtic monstre de la Masmorra.
- Guillaume De La Cour, jurista i antic portador de l'espasa del destí.
- Isis de Cefalonia, princesa bàrbara, filla de l'Attaman kochaco.
- Jean-Jean, el monstre dividit en dues parts per l'espasa del destí. Sovint l'acompanya Yvette.
- La mare de Marvin.
- Wilfried, l'elefant.

- Entre Zénit i Crepúsculo

- Sarela, més tard coneguda com a Claveto, aquabonista heroïna de Les Profondeurs.
- Görk i Krag, dos germans soldats del Gran Khân, protagonistes de l'àlbum Des soldats d'honneur.

- Época Crepúsculo

- Abitbol, Conseller de Zakûtu de Vaucanson.
- Baal, fill del Rey Polvo.
- Fayez, General del Gran Khân i cap de les guàrdies roges.
- Gilberto, membre del Consell dels xamans.
- Orlondow, xaman dels ocells.
- Ormelle, dona de Baal.
- Papsukal, fill gran del Gran Khân.
- Pipistrelle, ratpenat que guia el Rey Polvo.
- Pirzuine, dona del Rey Polvo.
- Soggoth, Dragó.
- Sri Panda Pachtoune, Conseller del Gran Khân.
- Zakûtu, filla del Gran Khân.